# Millettia elongatistyla
Millettia elongatistyla är en ärtväxtart som beskrevs av Jan Bevington Gillett. Millettia elongatistyla ingår i släktet Millettia och familjen ärtväxter. IUCN kategoriserar arten globalt som sårbar. Inga underarter finns listade i Catalogue of Life.